# Brasilianische Fußballnationalmannschaft (U-17-Junioren)
Die brasilianische U-17-Fußballnationalmannschaft ist eine Auswahlmannschaft brasilianischer Fußballspieler. Sie unterliegt der Confederação Brasileira de Futebol und repräsentiert sie international auf U-17-Ebene, etwa in Freundschaftsspielen gegen die Auswahlmannschaften anderer nationaler Verbände, bei U-17-Südamerikameisterschaft und U-17-Weltmeisterschaften.
Mit zwölf Titeln ist die Mannschaft Rekordsieger der Südamerikameisterschaft. Zudem erreichte sie bei Südamerikameisterschaften dreimal den zweiten Platz und jeweils einmal den dritten sowie den vierten Platz.
Die Mannschaft wurde viermal Weltmeister (1997, 1999, 2003 und 2019). 1995 und 2005 wurde sie Vize-Weltmeister.

## Teilnahme an U-17-Weltmeisterschaften
(Bis 1989 U-16-Weltmeisterschaft)
| 1985 | 3. Platz           |
| 1987 | Vorrunde           |
| 1989 | Viertelfinale      |
| 1991 | Viertelfinale      |
| 1993 | nicht qualifiziert |
| 1995 | 2. Platz           |
| 1997 | Weltmeister        |
| 1999 | Weltmeister        |
| 2001 | Viertelfinale      |
| 2003 | Weltmeister        |
| 2005 | 2. Platz           |
| 2007 | Achtelfinale       |
| 2009 | Vorrunde           |
| 2011 | 4. Platz           |
| 2013 | Viertelfinale      |
| 2015 | Viertelfinale      |
| 2017 | 3. Platz           |
| 2019 | Weltmeister        |
| 2021 | Turnier abgesagt   |
| 2023 | Viertelfinale      |

## Teilnahme an U-17-Südamerikameisterschaft
(Bis 1988 U-16-Südamerikameisterschaft)
| 1985 | 2. Platz |
| 1986 | 2. Platz |
| 1988 | Sieger   |
| 1991 | Sieger   |
| 1993 | 4. Platz |
| 1995 | Sieger   |
| 1997 | Sieger   |
| 1999 | Sieger   |
| 2001 | Sieger   |
| 2003 | 2. Platz |
| 2005 | Sieger   |
| 2007 | Sieger   |
| 2009 | Sieger   |
| 2011 | Sieger   |
| 2013 | 3. Platz |
| 2015 | Sieger   |
| 2017 | Sieger   |
| 2019 | Vorrunde |
| 2023 | Sieger   |